# Wilfried Sorge
Wilfried Sorge (* 1. April 1943) ist ein ehemaliger Manager und Unternehmer, der verschiedene Schlüsselpositionen in der Radiobranche innehatte und hat. U.a. war er Gründungsgeschäftsführer von Radio Hamburg, Vorsitzender des deutschen Privatradioverbands, Geschäftsführer des nationalen Werbevermarkters RMS und ist seit 2024 Beiratsvorsitzender des größten deutschen Sendernetzbetreibers Uplink Network GmbH.

## Beruflicher Werdegang
Sorge studierte Betriebswirtschaftslehre in Hamburg und München und schloss sein Studium 1967 als Diplom-Kaufmann an der Ludwig-Maximilians-Universität in München ab. Seine Karriere startete er 1968 bei dem internationalen Ölkonzern ESSO, wo er bis 1973 blieb. Er wurde danach Verlagsleiter im Jahreszeiten-Verlag und wechselte zu Gruner + Jahr, wo er 1982 als stellvertretender Verlagsleiter in den Skandal um die Hitlertagebücher verwickelt wurde. 1987 wurde er dann Gründungsgeschäftsführer von Radio Hamburg. 1995 wechselte er zu AOL/Bertelsmann Online und verantwortete dort die europäische Werbevermarktung.
Von 1997 bis 2002 war Sorge Geschäftsführer von Radio ffn in Hannover und in dieser Zeit auch Vorsitzender des bundesweiten Branchenverbandes Verband Privater Rundfunk und Telekommunikation e. V. Von 2003 bis 2007 entwickelte er als Geschäftsführer den größten deutschen Werbevermarkter Radio Marketing Service, wo er seine Karriere als Manager im Alter von 64 Jahren beendete. Sorge blieb danach der Radiobranche treu und war u. a. 2015 bis 2018 Jurymitglied des Deutschen Radiopreis.
Aktuell ist er u. a. geschäftsführender Gesellschafter des Start-ups Kronoton, das einen neuartigen Stereo-Algorithmus entwickelt sowie Gesellschafter und seit April 2024 Beiratsvorsitzender des größten deutschen Rundfunkbetreibers Uplink Network GmbH.

## Privates
Sorge engagierte sich u. a. im Hamburger Verein Zeit für Zukunft – Mentoren für Kinder e. V., der Kinder und Jugendliche, die in schwierigen Bedingungen leben fördert, sowie im gemeinnützigen Verein Radio Hamburg Hörer helfen Kindern e.V., der kranke und behinderte Kinder unterstützt.
2018 erlitt Sorge beim Joggen um die Hamburger Alster ein plötzliches Kammerflimmern und musste bis zum Eintreffen des Rettungswagens 19 Minuten wiederbelebt werden. Aufgrund dieses Erlebnisses, das er ohne Folgeschäden überstand, gründete er mit der Björn-Steiger Stiftung das Projekt „Herzsichere Alster“, das die dortigen Laufwege mit Defibrillatoren ausstattet.